# 常恩 (道光进士)
常恩（1825年—1875年），字潤伯，号小澂，叶赫那拉氏，满洲镶黄旗人。道光甲辰举人，庚戌进士。

## 生平
世袭骑都尉，由户部主事历任左春坊左中允、右春坊右庶子、左春坊左庶子，日讲起居注官，翰林院侍講學士，内阁学士兼礼部侍郎，文淵閣直閣事，刑部右侍郎，正藍旗漢軍副都統署理正白旗蒙古副都統，赏戴花翎。
咸丰十一年辛酉科、同治元年壬戌科顺天乡试同考官，同治四年乙丑科会试同考官，同治六年丁卯科湖北乡试正考官，同治十年辛未科会试副考官。

## 家族
- 曾祖嘎麟，蓝翎侍卫；
- 祖父福昌阿，武备院笔帖式；
- 父齋清阿，广东肇庆协副将，在广西贺县阵亡，谥威烈，封爵骑都尉，入祀昭忠祠；
- 子庚延、焜延。[3]